# ジェオヴァニ・ファリア・ダ・シウヴァ
ジェオヴァニ・ファリア・ダ・シウヴァ（Geovani Faria da Silva、1964年4月6日 - ）は、ブラジル・エスピリトサント州ヴィトーリア出身の元同国代表サッカー選手である。単にジェオヴァニまたはジェオヴァニ・シウヴァと呼ばれる。
現在はエスピリトサント州州議会議員を務める。

## 経歴
1981年、16歳でデスポルチーヴァ・フェロヴィアリアからキャリアを始めたジェオヴァニは、1983年に移籍したヴァスコ・ダ・ガマでロマーリオやロベルト・ディナミッチらと共にプレーし、頭角を現した。
同年、メキシコで開催されたワールドユース選手権に出場。決勝で宿敵アルゼンチンを下すゴールを決めるなど優勝に貢献、MVPと得点王をダブル受賞した。
主将としてチームを牽引した1988年ソウルオリンピックでは銀メダルを獲得した。また、1989年にはコパ・アメリカに優勝するなど、1985年5月から1991年9月まで通算23試合に出場したが、ワールドカップメンバーには選ばれなかった。
1989年からの2年間はヨーロッパに渡りイタリアとドイツでもプレーしている。その後はブラジルに帰還、キャリアの晩年、2部、3部のクラブでもプレーし2002年に現役引退した。
2006年に地元エスピリトサント州州議会議員に当選。
2008年2月17日にブラジルのグロボテレビでジェオヴァニの足跡を振り返るスペシャルプログラムが放送された。そのインタビューで2006年に発症した多発性神経炎 (Polyneuropathy) についても、「杖の助けは必要だが、順調に回復している。」と語った。友人のロマーリオ、ロベルト・ディナミッチ、エジムンドといったヴァスコの同僚たちも「早い回復を願っている」といったメッセージを送っている。

## タイトル

### クラブ
- リオデジャネイロ州選手権：1982、1987、1988、1992、1993
- エスピリトサント州選手権：1980、1981、1998、1999、2000

### 代表
- ワールドユース選手権：1983
- コパ・アメリカ：1989

### 個人
- ワールドユース選手権MVP：1983
- ワールドユース選手権得点王：1983 (6得点)